# Arrade vitellialis
Arrade vitellialis är en fjärilsart som beskrevs av Walker 1858. Arrade vitellialis ingår i släktet Arrade och familjen nattflyn. Inga underarter finns listade i Catalogue of Life.